# Wolfratshausen
Wolfratshausen er en by i Landkreis Bad Tölz-Wolfratshausen i den sydlige del af Regierungsbezirk Oberbayern i den tyske delstat Bayern, med knap 17.500 indbyggere.

## Geografi
Wolfratshausen hører til Region Bayrisches Oberland og ligger i dalene til floderne Loisach og Isar. Loisach munder ud i Isar, umiddelbart nord for byen, i området Pupplinger Au ved den såkaldte Isarspitz. Delstatshovedstaden München ligger ca. 30 km mod nord.

## Inddeling
Wolfratshausen består af følgende bydele og landsbyer:
- Altstadt
- Weidach
- Nantwein
- Farchet
- Waldram

## Religion
67,8 % af befolkningen i Wolfratshausen er katolsk og 21,3 % evangelisk.